# 1960-as magyar úszóbajnokság
Az 1960-as magyar úszóbajnokságot júliusban rendezték meg Budapesten.

## Eredmények

### Férfiak
| Versenyszám                        | Arany                                                                       | Arany   | Ezüst                           | Ezüst   | Bronz                                                                 | Bronz   |
| ---------------------------------- | --------------------------------------------------------------------------- | ------- | ------------------------------- | ------- | --------------------------------------------------------------------- | ------- |
| 100 m gyorsúszás                   | Dobai Gyula Újpesti Dózsa                                                   | 56,3    | Gulrich József Bp. Honvéd       | 58,0    | Lantos László Ferencvárosi TC                                         | 58,2    |
| 200 m gyorsúszás                   | Katona József Egri Vasas                                                    | 2:06,5  | Dobai Gyula Újpesti Dózsa       | 2:06,5  | Lantos László Ferencvárosi TC                                         | 2:11,2  |
| 400 m gyorsúszás                   | Katona József Egri Vasas                                                    | 4:32,3  | Hornyányzky Tamás Újpesti Dózsa | 4:44,2  | Bodóki Csaba BVSC                                                     | 4:45,2  |
| 1500 m gyorsúszás Döntő: július 4. | Katona József Egri Vasas                                                    | 18:17,2 | Bodóki Csaba BVSC               | 18:58,5 | Kollár László Siketek SC                                              | 19:31,0 |
| 100 m hátúszás                     | Csikány József Ferencvárosi TC                                              | 1:04,5  | Szabó József Egri Vasas         | 1:06,0  | Müller György Újpesti Dózsa                                           | 1:06,5  |
| 200 m mellúszás                    | Kunsági György Bp. Vasas                                                    | 2:43,1  | Fábián Béla Ferencvárosi TC     | 2:47,3  | Ulrich András Bp. Honvéd                                              | 2:48,9  |
| 100 m pillangóúszás                | Kiss László Ferencvárosi TC                                                 | 1:04,6  | Várszegi Lajos Ferencvárosi TC  | 1:04:8  | Regős István Tipográfia                                               | 1:05:9  |
| 200 m pillangóúszás                | Várszegi Lajos Ferencvárosi TC                                              | 2:31:4  | Kiss László Ferencvárosi TC     | 2:35,0  | Bonyár Lajos Pécsi Dózsa                                              | 2:39,9  |
| 4 × 100 m gyorsváltó               | Újpesti Dózsa Dobai Gyula Hornyányzky Tamás Dömötör Zoltán Müller György    | 3:52,6  | Ferencvárosi TC                 | 3:55,4  | Bp. Honvéd                                                            | 4:00,4  |
| 4 × 200 m gyorsváltó               | Ferencvárosi TC Kárpáti György Gallassi István Csikány József Lantos László | 8:46,5  | Újpesti Dózsa                   | 8:46,6  | Egri Vasas Bodnár András Szepesi Kornél Mártonffy Tamás Katona József | 9:05,9  |
| 4 × 100 m vegyes váltó             | Ferencvárosi TC Csikány József Fábián Béla Kiss László Lantos László        | 4:22,3  | Bp. Honvéd                      | 4:31,4  | Újpesti Dózsa                                                         | 4:31,6  |

### Nők
| Versenyszám            | Arany                                                                        | Arany  | Ezüst                                                               | Ezüst  | Bronz                                                             | Bronz  |
| ---------------------- | ---------------------------------------------------------------------------- | ------ | ------------------------------------------------------------------- | ------ | ----------------------------------------------------------------- | ------ |
| 100 m gyorsúszás       | Madarász Csilla Ferencvárosi TC                                              | 1:03,4 | Frank Mária Egri Vasas                                              | 1:05,3 | Boros Katalin Újpesti Dózsa                                       | 1:06,2 |
| 400 m gyorsúszás       | Madarász Csilla Ferencvárosi TC                                              | 5:13,1 | Frank Mária Egri Vasas                                              | 5:18,6 | Egerváry Márta Ferencvárosi TC                                    | 5:19,0 |
| 100 m hátúszás         | Madarász Csilla Ferencvárosi TC                                              | 1:13,3 | Dávid Magda Városi Tanács SK                                        | 1:14,1 | Korényi Olga III. kerületi TTVE                                   | 1:15,1 |
| 100 m mellúszás        | Killermann Klára Ferencvárosi TC                                             | 1:21,2 | Berinde Mária Újpesti Dózsa                                         | 1:27,0 | Bobori Zsuzsa Egri Vasas                                          | 1:28,0 |
| 200 m mellúszás        | Killermann Klára Ferencvárosi TC                                             | 2:52,7 | Berinde Mária Újpesti Dózsa                                         | 3:04,2 | Kovács Zsuzsa Ferencvárosi TC                                     | 3:07,3 |
| 100 m pillangóúszás    | Egerváry Márta Ferencvárosi TC                                               | 1:15,3 | Killermann Klára Ferencvárosi TC                                    | 1:19,0 | Korényi Olga III. kerületi TTVE                                   | 1:20,7 |
| 4 × 100 m gyors váltó  | Ferencvárosi TC Olt Éva Weidinger Piroska Egerváry Márta Madarász Csilla     | 4:31,4 | Újpesti Dózsa                                                       | 4:32,9 | Egri Vasas Erdélyi Éva Ringelhann Klára Márisch Ilona Frank Mária | 4:40,2 |
| 4 × 100 m vegyes váltó | Ferencvárosi TC Kárpáti Vera Killermann Klára Egerváry Márta Madarász Csilla | 4:59,3 | Egri Vasas Márisch Ilona Bobori Zsuzsa Ringelhann Klára Frank Mária | 5:16,4 | Újpesti Dózsa                                                     | 5:16,9 |

## Csúcsok
A bajnokság során az alábbi felnőtt csúcsok születtek:
| Esemény                      | Idő    | Név              | Csapat          | Csúcs                      |
| ---------------------------- | ------ | ---------------- | --------------- | -------------------------- |
| Férfi 200 méteres gyorsúszás | 2:06,5 | Katona József    | Egri Vasas      | Országos felnőtt beállítás |
| Férfi 400 méteres gyorsúszás | 4:32,3 | Katona József    | Egri Vasas      | Országos felnőtt           |
| Női 200 méteres mellúszás    | 2:52,7 | Killermann Klára | Ferencvárosi TC | Országos felnőtt           |